# Martín de Yeltes
Martín de Yeltes település Spanyolországban, Salamanca tartományban. Martín de Yeltes Boada, La Fuente de San Esteban, Cabrillas, Sepulcro-Hilario, Aldehuela de Yeltes, Castraz, Sancti-Spíritus és Retortillo községekkel határos. Lakosainak száma 387 fő (2024).

## Népesség
A település népessége az elmúlt években az alábbi módon változott:
| Lakosok száma | 554  | 517  | 503  | 475  | 461  | 441  | 424  | 415  | 400  | 387  |
|               | 2001 | 2004 | 2007 | 2009 | 2012 | 2014 | 2017 | 2019 | 2022 | 2024 |